# Cima Lariè
La Cima Lariè (2.144 m s.l.m.) è una montagna delle Alpi Pennine. Si trova in Piemonte nella provincia del Verbano-Cusio-Ossola sopra la frazione Monteossolano di Domodossola.

## Caratteristiche
La cima prende il nome dai boschi di larici presenti sulla montagna. Oltre ai larici sono anche presenti boschi di querce, faggi e castagni.

## Salita alla vetta
Si può salire alla vetta partendo da Monteossolano, seguendo il sentiero che passa dagli alpeggi Alpe Reso, Alpe Spino e infine Alpe Campo. In alternativa si può giungere alla vetta da Crevoladossola per il sentiero che passa dalla Colma della Croce.